# Zbrodnie Nowego Jorku
Zbrodnie Nowego Jorku (ang. Big Apple, 2001) – amerykański serial kryminalny nadawany przez stację CBS od 1 marca do 19 kwietnia 2001 roku. W Polsce nadawany był przez kanał TVN 7.

## Opis fabuły
Dwaj detektywi Vincent Trout (Jeffrey Pierce) i Mike Mooney (Ed O’Neill) prowadzą skomplikowane dochodzenie w sprawie tajemniczego zabójstwa Victorii Tompkins z Brooklynu. Śledczy Terry Maddock (Michael Madsen) przedstawia zarzut popełnienia morderstwa chłopakowi Victorii, Chrisowi Scottowi (Donnie Wahlberg). Całą ich rozmowę nagrywa z ukrycia Jimmy Flynn (Titus Welliver) z FBI. Takie zlecenie dostał od swojego szefa, Willa Preechera (David Strathairn). Agenci FBI zapraszają Mike'a i Vincenta do swojego biura, aby zaproponować im wspólne prowadzenie dochodzenia.

## Obsada
- Jeffrey Pierce jako Vincent Trout
- Ed O’Neill jako Mike Mooney
- Michael Rispoli jako Swenson
- Titus Welliver jako agent specjalny FBI Jimmy Flynn
- Donnie Wahlberg jako Chris Scott
- Glynn Turman jako Ted Olsen
- David Strathairn jako agent FBI Will Preecher
- Michael Madsen jako Terry Maddock